# Wilczyny
Wilczyny (niem. Wolfshagen) – wieś w Polsce, położona w województwie warmińsko-mazurskim, w powiecie kętrzyńskim, w gminie Srokowo.
W latach 1975–1998 miejscowość administracyjnie należała do województwa olsztyńskiego.
W skład sołectwa Wilczyny oprócz wsi Wilczyny wchodzą: Jegławki, Kolkiejmy, Mintowo, Osikowo, Skandławki, Stare Jegławki, Wilcza Wólka, Wilcze

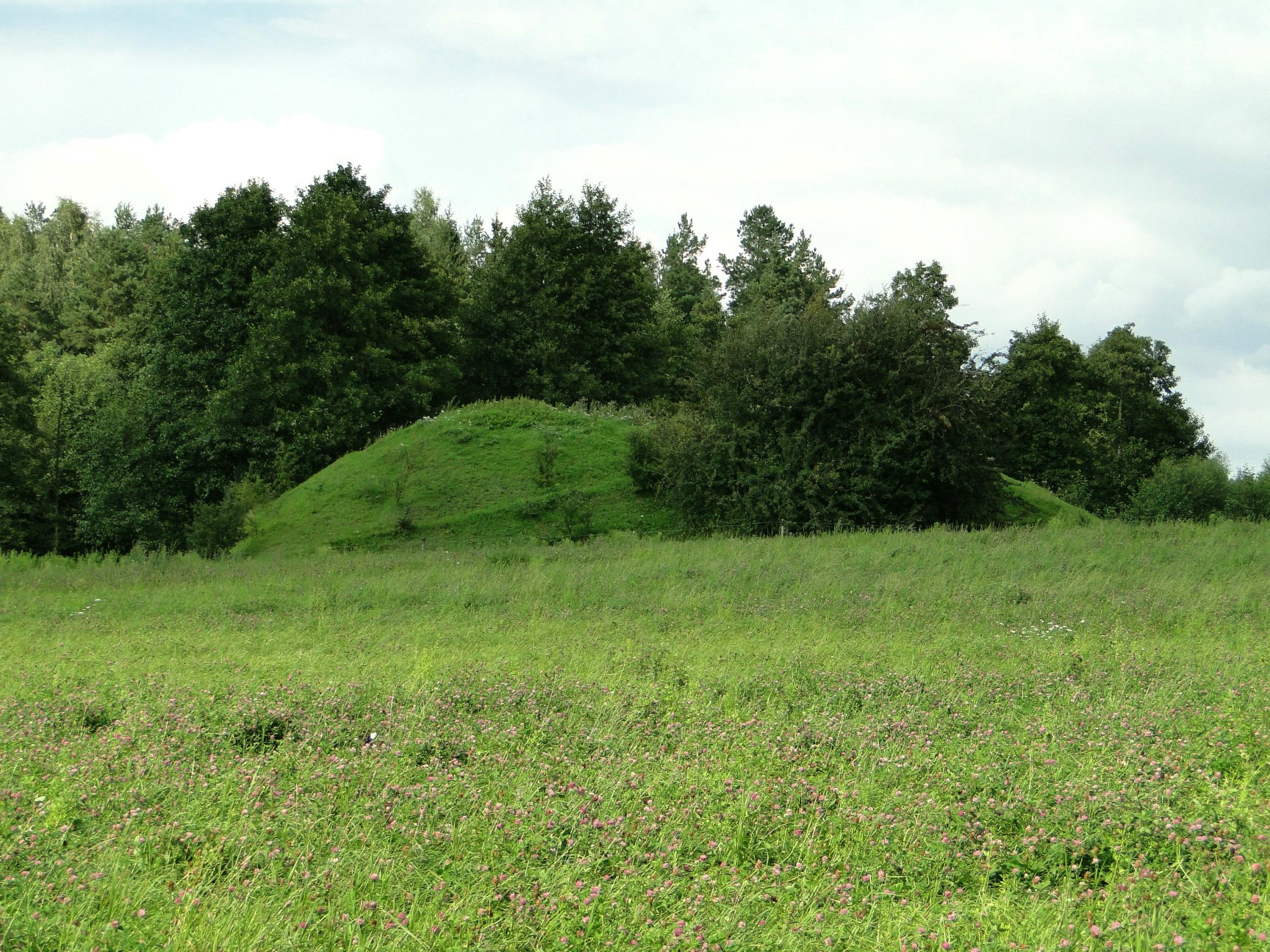
Grodzisko pruskie

Przez wieś przepływa Omet.

## Integralne części wsi
| SIMC    | Nazwa        | Rodzaj    |
| ------- | ------------ | --------- |
| 0488740 | Wilcza Wólka | część wsi |

## Historia
Na zachodnim krańcu wsi znajduje się grodzisko pruskie, zwane niegdyś Pillberg. Wilczyny jako wieś czynszowa lokowane były w 1403 roku. W tym czasie założono tu młyn wodny, który funkcjonował jeszcze w XVIII w.

## Demografia
W roku 1785 było tu 20 domów, a w 1818 było ich 43.
Mieszkańcy: w roku 1818 – 223 osoby, w 1939 – 378, w 1970 – 156.